# 다이하이드록시벤젠
다이하이드록시벤젠(영어: dihydroxybenzene) 또는 벤젠다이올(영어: benzenediol)은 벤젠 고리에서 2개의 수소 원자가 각각 하이드록실기로 치환된 유기 화합물이다. 이러한 방향족 화합물은 페놀로 분류된다. 다이하이드록시벤젠에는 다음과 같이 3가지 이성질체가 존재한다. 1,2-다이하이드록시벤젠(오르토 이성질체)은 일반적으로 카테콜로 알려져 있고, 1,3-다이하이드록시벤젠(메타 이성질체)은 일반적으로 레조르시놀로 알려져 있으며, 1,4-다이하이드록시벤젠(파라 이성질체)는 일반적으로 하이드로퀴논으로 알려져 있다.
| 이성질체 | 오르토 이성질체                                                                            | 메타 이성질체                                                                                | 파라 이성질체                                                                         |
| -------- | ------------------------------------------------------------------------------------------ | -------------------------------------------------------------------------------------------- | ------------------------------------------------------------------------------------- |
| 명칭     | 카테콜 피로카테콜 1,2-다이하이드록시벤젠 o-다이하이드록시벤젠 벤젠-1,2-다이올 o-벤젠다이올 | 레조르시놀 1,3-다이하이드록시벤젠 m-다이하이드록시벤젠 레조르신 벤젠-1,3-다이올 m-벤젠다이올 | 하이드로퀴논 1,4-다이하이드록시벤젠 p-다이하이드록시벤젠 벤젠-1,4-다이올 p-벤젠다이올 |
| 구조식   |                                                                                            |                                                                                              |                                                                                       |
이 세 가지 화합물은 모두 실온과 압력에서 무색 내지 흰색의 과립상 고체이지만, 산소에 노출되면 색이 어두워질 수 있다. 세 가지 이성질체 모두 화학식 C6H6O2을 갖는다.
다른 페놀과 유사하게 다이하이드록시벤젠의 방향족 고리에 있는 하이드록실기는 약산성이다. 각각의 다이하이드록시벤젠은 하이드록실기 중 하나에서 H+를 잃어 일종의 페놀레이트 이온을 형성할 수 있다.
다킨 산화는 오르토 또는 파라 하이드록실화 페닐 알데하이드 또는 케톤이 염기에서 과산화 수소와 반응하여 다이하이드록시벤젠 및 카복실산염을 형성하는 유기 산화환원반응이다. 전체적으로 카보닐기는 산화되고, 과산화 수소는 환원된다.

## 같이 보기
- 하이드록시벤젠 (페놀)
- 트라이하이드록시벤젠
- 테트라하이드록시벤젠